# Jean Montanne
Jean Montanne (...) è un astronomo amatoriale francese.
Il Minor Planet Center gli accredita la scoperta dell'asteroide 81971 Turonclavere effettuata il 22 agosto 2000 in collaborazione con Lenka Kotková Šarounová.